# Zbaków Dolny
Zbaków Dolny (do 2002 r. Zbaków, niem. Backen) – wieś w Polsce, położona w województwie dolnośląskim, w powiecie górowskim, w gminie Wąsosz.

## Podział administracyjny
W latach 1975–1998 miejscowość należała administracyjnie do województwa leszczyńskiego.

## Nazwa
12 listopada 1946 nadano miejscowości polską nazwę Zbaków. 1 stycznia 2002 zmieniono nazwę miejscowości na Zbaków Dolny.

## Demografia
W 1933 r. w miejscowości mieszkało 228 osób, tyleż samo w 1939 r..